# 렉스
렉스(Rex)는 "왕", 통치자를 뜻하는 라틴어 낱말이다. 주로 로마 왕정의 왕을 가리킬 때 사용되었다.

## 사용국가
- 로마 왕국 : 로마의 왕(REX ROMAE)
- 신성 로마 제국 : 로마왕(Romanorum Rex)
- 스코틀랜드 왕국 : 스코트인의 왕(Rex Scottorum)

## 같이 보기
- 바실레우스